# 俞陳琛
俞陳琛，字夢符。浙江錢塘縣人。清朝政治人物。

## 生平
康熙九年（1670年）中式庚戌科進士。選翰林院庶吉士，散館改主事。官至陝西提學道。